# كوريداليس سوليدا
كوريداليس سوليدا أو عشبة الدخان أو طائر في الشجيرة، هو نوع من النباتات المزهرة في عائلة الخشخاشية، موطنها الأصلي هو الموائل الرطبة والمظللة في شمال أوروبا وآسيا. يصل طوله إلى 25 سـم (10 بوصة)، وهو نبات ربيعي عابر، مع أوراق الشجر التي تظهر أوراقه في الربيع وتذبل حتى جذره الدرني في الصيف. يتم زراعته من أجل أوراقه العميقة المنقسمة، وأزهاره الضيقة الطويلة التي تظهر في الربيع. تظهر الزهور اختلافات في اللون، وقد تكون أرجوانية أو حمراء أو بيضاء.

## علم التصنيف
سُمّي النوع في الأصل عام 1753 من قبل لينيوس باعتباره صنف solida من فوماريا بولبوزا. رُفع إلى مرتبة نوع مستقل تحت الاسم إف سوليدا (بالإنجليزية: F. solida) بواسطة فيليب ميلر عام 1771. عُيّن حاليًا ضمن جنس كوريداليس بواسطة جوزيف فيليب دي كليرفيل عام 1811.
يُعترف بأربعة أنواع فرعية، وهي:
- C. solida تحت النوع incisa (ليدين)
- C. solida تحت النوع longicarpa (ليدين)
- C. solida تحت النوع solida
- C. solida تحت النوع subremota (بوفوف، كما ورد في ليدين وزيترلوند)
- C. solida تحت النوع incisa (ذات الأزهار البنفسجية الفاتحة) قد نالت جائزة الاستحقاق في الحدائق من الجمعية الملكية للبستنة.[4]

## معرض صور
| كوريداليس سوليدا باللون البنفسجي الفاتح | كوريداليس سوليدا باللون الأحمر |

## روابط خارجية
- خريطة التوزيع على موقع Virtuella floran.